# Clematis flammulastrum
Clematis flammulastrum là một loài thực vật có hoa trong họ Mao lương. Loài này được Griseb. mô tả khoa học đầu tiên năm 1861.